# Mantellidae
Mantellidae är en familj av groddjur som ingår i ordningen stjärtlösa groddjur (Anura). Enligt Catalogue of Life omfattar familjen Mantellidae 174 arter. Ibland används det svenska trivialnamnet "mantellor" för familjen.
Familjens arter förekommer på Madagaskar och på Mayotte som tillhör Komorerna.

## Ekologi
Arterna lever vanligen på marken men några medlemmar är hela livet bundna till vatten eller de gräver i marken. Honor av släktet Boophis lägger ägg i vattnet där grodynglen utvecklas och hos medlemmar av släktet Mantella förvaras äggen i fuktiga jordhålor. Grodynglen når vattendrag efter regnfall. Hos några medlemmar sker ingen metamorfos. Hos släktet Mantidactylus läggs äggen på blad som finns ovanför vattenansamlingen. Parningen inom Mantidactylus sker utan amplexus. Medlemmar av släktet Mantella motsvarar de amerikanska pilgiftsgrodorna i utseende. De har likaså giftkörtlar i huden. Arterna lever oftast i fuktiga skogar och de hotas av landskapsförändringar. Flera exemplar fångas och hölls i terrarium.

## Taxonomi
Underfamiljer och släkten enligt Amphibian Species of the World och Catalogue of Life:
- Boophinae
  - Boophis, 76 arter.
- Laliostominae
  - Aglyptodactylus, 6 arter.
  - Laliostoma, 1 art.
- Mantellinae
  - Blommersia, 10 arter.
  - Boehmantis, 1 art.
  - Gephyromantis, 41 arter.
  - Guibemantis, 14 arter.
  - Mantella, 16 arter.
  - Mantidactylus, 31 arter.
  - Spinomantis, 12 arter.
  - Tsingymantis, 1 art.
  - Wakea, 1 art.